# Lonchaeidae

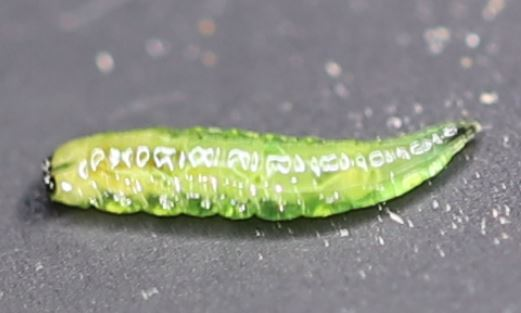
Larve von Lonchaea tarsata oder Lonchaea hyalipennis, gefunden am Stamm einer Platane Mitte Dezember

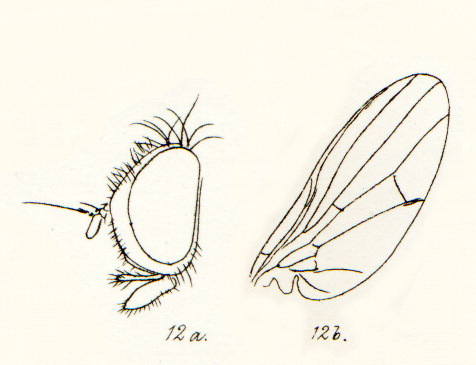
Skizzen von Kopf und Flügel von Lonchaea chorea

Die Lonchaeidae, gelegentlich als „Lanzenfliegen“ bezeichnet, sind eine Familie der Zweiflügler (Diptera) und gehören zur Überfamilie der Tephritoidea. Die Familie ist beinahe weltweit verbreitet. Sie fehlt in Neuseeland und in den Polarregionen.

## Beschreibung
Die relativ kleinen Fliegen besitzen einen kompakten Körper, der meist schwarz oder schwarzblau gefärbt ist. Der Kopf hat eine halbkugelige Gestalt, kürzer als hoch. Das dritte Fühlerglied ist gewöhnlich verlängert. Ocelli sind vorhanden, die postozellaren Borsten divergieren. Die Frons ist bei den Männchen schmal, bei den Weibchen verbreitert. Die Fliegen ähneln denen der Fanniidae, unterscheiden sich jedoch anhand der Flügeladerung. Bei den Lonchaeidae verlaufen die Flügeladern Sc und R1 nahe beieinander, der Bereich zwischen den beiden Adern ist häufig verdunkelt. Außerdem wölbt sich der Flügelrand vor dem Ende von Ader Sc.

## Biologie und Lebensweise
Die meisten Larven der Lonchaeidae leben unter der Rinde von Totholz, wo sie sich saprophag von zersetzendem pflanzlichen Material ernähren. Manche Larven leben an faulenden Früchten und Gemüse. Es gibt jedoch Ausnahmen wie Lonchaea tarsata, deren Larven sich räuberisch von Borkenkäferlarven ernähren und deshalb als Nützlinge gelten. Die ausgewachsenen Fliegen bilden häufig oberhalb oder nahe von Bäumen Schwärme.

## Systematik
Die Lonchaeidae werden in die zwei Unterfamilien Dasiopinae und Lonchaeinae gegliedert. Die Familie besteht aus etwa 580 Arten in 9 Gattungen. In Europa kommen 8 Gattungen mit 96 Arten vor. In Nordamerika ist die Familie mit etwa 120 Arten in 6 Gattungen vertreten (davon 72 in der Gattung Lonchaea und 36 in der Gattung Dasiops).
- Dasiopinae
  - Dasiops – 126 Arten
- Lonchaeinae
  - Chaetolonchaea – 7 Arten
  - Earomyia – 22 Arten
  - Lamprolonchaea – 19 Arten
  - Lonchaea – 209 Arten
  - Protearomyia – 6 Arten
  - Setisquamalonchaea – 4 Arten
  - Silba – 89 Arten
- incertae sedis
  - Neosilba – 40 Arten

## Auswahl von Arten
- Lonchaea chorea
- Lonchaea tarsata
- Setisquamalonchaea fumosa
- Silba fumosa